# Hatsukoi Shimai
 (juillet 2016).
Hatsukoi Shimai (初恋姉妹, Hatsukoi Shimai, littéralement Premières sœurs d'amour) est un manga japonais conçu à l'origine par Mako Komao avec des design originaux de Reine Hibiki, et illustré par Mizuo Shinonome qui a d'abord été sérialisé dans la revue de mangas yuri Yuri Shimai le 28 juin 2003 sous le titre Koi Shimai (恋 姉妹). Le manga a été transféré dans Comic Yuri Hime, le successeur de Yuri Shimai, publié par Ichijinsha. Le dernier chapitre a été publié dans le onzième numéro de Comic Yuri Hime, et trois tankōbons ont été publiés le 18 avril 2008. Trois drama CDs basés sur la série ont été publiés, les deux premiers sous le titre Koi Shimai et le dernier sous le titre Hatsukoi Shimai. En Amérique du Nord c'est la maison d'édition Seven Seas Entertainment qui dispose de la licence, toutefois la série a été mise en pause à cause de problèmes légaux.

## Synopsis
Durant une visite de l'académie pour filles de Tsunojo, Chika Matsusato rencontre la fille de ses rêves, la cool senpai Haruna Kanzaki. Bien qu'elles n'aient passé qu'une petite journée ensemble, Chika n'oubliera jamais la gentillesse de Haruna, et elle s'est fixé comme but dans la vie d'étudier suffisamment dur pour être admise à Tsunojo et pouvoir ainsi la retrouver. Toutefois les choses ne se passent pas aussi bien que prévu pour Chika quand elle arrive finalement à l'école.

## Personnages
Chika Matsuzato (松里千夏, Matsuzato Chika)
Une fille joyeuse et énergétique. Haruna lui fait visiter l'Académie pour filles de Tsunokamizaka, et Chika décide alors d'y postuler pour pouvoir revoir Haruna. Elle est facilement déprimée quand elle n'arrive pas à comprendre les sentiments de Haruna ou qu'elle a fait une erreur.
Haruna Kizaki (木咲榛菜, Kizaki Haruna)
Une cool senpai qui rencontre Chika alors qu'elle lui fait visiter l'école. Elle utilise son mouchoir pour nettoyer la blessure que Chika s'est faite en tombant et celle-ci lui promet alors de lui rendre son mouchoir lorsqu'elle intégrera l'école. Elle était auparavant dans une relation qui s'est mal terminée avec une senpai, ce qui l'a laissée incertaine au sujet des nouvelles relations.
Akiho Kizaki (木咲明穂, Kizaki Akiho)
La camarade de classe et amie de Chika, qui est toujours à sa recherche. C'est également la petite sœur de Haruna.

## Médias

### Manga

#### Liste des volumes
| no | Japonais       | Japonais          |
| no | Date de sortie | ISBN              |
| -- | -------------- | ----------------- |
| 1  | 18 mars 2006   | 978-4-7580-7002-7 |
| 2  | 18 avril 2007  | 978-4-7580-7013-3 |
| 3  | 18 avril 2008  | 978-4-7580-7026-3 |

### Casting des drama CDs
- Chika Matsuzato - Mai Nakahara
- Haruna Kizaki - Saeko Chiba
- Akiho Kizaki - Ai Nonaka
- Touko Hiiragi - Romi Park
- Kirika - Rina Satō
- Miyu - Sayaka Ohara